# 4-(dimetilamino)fenilazossibenzene reduttasi
La 4-(dimetilamino)fenilazossibenzene reduttasi è un enzima appartenente alla classe delle ossidoreduttasi, che catalizza la seguente reazione:
4-(dimetilamino)fenilazobenzene + NADP+ ⇄ 4-(dimetilamino)fenilazossibenzene + NADPH + H+